# Andreas Roschkowsky
Andreas Roschkowsky (* 9. Dezember 1975 in Duisburg) ist ein deutscher Poolbillardspieler. 
1993 wurde er Europameister der Junioren in der Disziplin 14 und 1 endlos. Bei den Herren landete er erstmals 2001 in den Medaillenrängen der Pool-EM, als er im tschechischen Karlsbad Silber im 9-Ball und Bronze im 8-Ball gewann. Im selben Jahr schaffte er es bis ins Achtelfinale der 9-Ball-WM.
Sein bestes Resultat auf der Euro-Tour waren zwei zweite Plätze, erzielt 2005 in Gent beziehungsweise Kopenhagen.
Bei den Europameisterschaften 2008 holte er die Bronzemedaille in der Disziplin 14 und 1 endlos. 2009 konnte er erneut die Bronzemedaille im 14 und 1 gewinnen und holte zusätzlich den Titel im 8-Ball; der wohl bisher größte Erfolg seiner Karriere. Seine bislang beste Platzierung bei einer WM erreichte er knapp ein Jahr später auf der 8-Ball WM 2010, als er erst im Viertelfinale an Niels Feijen scheiterte.
Für den Gewinn der Goldmedaille 2009 im 8-Ball erhielt er das Silberne Lorbeerblatt.
Roschkowsky wurde bereits 14 Mal Deutscher Meister der Herren, zuletzt 2012 und 2013 im 14 und 1 endlos. In der Saison 2023/2024 spielt er in der 1. Mannschaft des BC Oberhausen in der 1. Bundesliga Pool. 
Sein Spitzname in der Billardszene ist Roschi.